# Arisaema clavatum
Arisaema clavatum — многолетнее травянистое клубневое растение, вид рода Аризема (Arisaema) семейства Ароидные (Araceae).

## Ботаническое описание
Клубень полушаровидный или яйцевидно-шаровидный, 2—4 см в диаметре.

### Листья
Катафиллы зелёные, до 20 см длиной, чешуевидные, на вершине тупые или острые.
Листьев два. Черешки зелёные, 40—60 см длиной, до половины длины вложенные во влагалища. Листовая пластинка перисторассечённая; листочки в числе (7)11—15, сидячие, продолговатые или обратно-ланцетовидные, толщины бумаги, в основании клиновидные, по краям цельные, на вершине быстро заострённые и с хвостовидными образованиями; центральный пять листочков почти равны, 10—19 см длиной, 3—6 см шириной; остальные к внешней стороне уменьшающиеся, наиболее удалённый 2—4 см длиной, 0,5—1,5 см шириной, рахис между листочками 5—15 мм длиной.

### Соцветия и цветки
Покрывало зелёное, иногда багряное, с белыми полосками или без них, 7,5—16 мм длиной. Трубка цилиндрическая или слегка веретеновидная, 3,5—8 см длиной и 1,3—2,5 см в диаметре, в устье косо усечённая или округлённая. Пластинка продолговатая, 5—8 см длиной и 3—3,5 см шириной, на вершине острая.
Початок однополый. Мужская часть цилиндрическая, 1,2—1,7 см длиной, около 3 мм в диаметре; синандрии пурпуровые; пыльников два или три; теки шаровидные, вскрываются верхушечными порами. Женская часть коническая или эллиптическая, 2—2,5 см длиной, 7—8 мм в диаметре; завязь зеленоватая, обратнояйцевидная; семяпочек три или четыре; рыльце полушаровидное, около 1 мм длиной. Придаток сидячий, от зелёного до пурпурового, слегка цилиндрический, 2,6—7 см длиной, около 1,5 мм в диаметре, в основании на длине 2—3 см покрыт острыми, крючковатыми стерильными цветками (1—3 мм длиной), на вершине резко раздутый в булавовидную головку 3—10 мм длиной, 2—4 мм в диаметре, плотно покрытую булавовидными шипами.
Цветёт в апреле — июне.

## Распространение
Встречается в Центральном Китае.
Растёт в бамбуковых рощах, лиственных лесах, на высоте 600—1400 м над уровнем моря.